# コアニチドリ
コアニチドリ（小阿仁千鳥、学名：Amitostigma kinoshitae ）は、ラン科ヒナラン属の多年草。

## 特徴
根は、狭長楕円形に肥厚した大小2個のものと、綿毛状のひげ根2-3本がある。茎は肥厚した根から出て、細く、高さは10-20cmになる。葉は、茎の半ばよりやや下側に1-2個つき、形は広線形で長さ4-8cm、幅4-8mmになり、先端はとがり、基部は茎を抱く。
花期は6-8月。茎先に白色または淡紅色の花を2-5個つける。苞は長さ3-8mmの広披針形になる。背萼片は長さ3.5-4.5mmで楕円形、側萼片は同長で斜卵形。側花弁は背萼片よりやや短く、広卵形。唇弁は長さ7-8mmになり、表面の基部には紅紫色の2列になる斑紋が並び、3裂した中裂片の先端は少しへこむ。短い距があり、長さ1-1.5mmになる。蕊柱は短く、葯は淡紅紫色になる。花後、花序の先にむかごができる。

## 分布と生育環境
日本では、北海道、本州の東北地方・北関東地方・北陸地方に分布し、多雪地、亜高山の湿原に地生するか、湿った岩壁に着生する。国外では、南千島に分布する。

## 和名、学名の由来
コアニチドリ（小阿仁千鳥）の「小阿仁」は、秋田県上小阿仁村にある小阿仁川に由来する。1902年（明治35年）に木下友三郎によって、同地において最初に採集されたことによる。種小名の kinoshitae は、採集者の木下への献名。

## 園芸的利用
大輪花、純白花、唇弁に大きな斑紋が１個だけある品種（園芸用語では「紅一点花（こういってんか）」と呼ぶ）、斑入りなど多様な変異個体が発見されており、園芸品種として増殖流通する。ただし比較的暑さを嫌い、関東以南の平低地・市街地での栽培にはあまり適していないため栽培・流通量は多くない。
同属のイワチドリと交配が可能。交雑種の「エノモトチドリ」Amitostigma Enomoto-chidori （愛好家の榎本一郎の栽培棚で虫媒によりできた自然実生が初記録。榎本自身はコイワチドリという名称で公表）は原種より強健で観賞価値も高いため、園芸流通量はコアニチドリ以上に多い。近年はそれぞれの原種の変異個体同士を人工交配することで、エノモトチドリの純白花や紅一点花も作出され流通している。
エノモトチドリは不稔に近いが、イワチドリの花粉を受粉させる「戻し交配」を行うと少数の種子が得られることがある。この交配種「サンラク」Amitostigm Sanraku（初発表品種の「三楽」に由来）も少量ではあるが園芸流通している。さらに戻し交配を進めた後代交配種も作出されているが、世代が進むと外見からは純粋な原種か、交配種か識別困難な個体が出てくるようになるので注意を要する。「オオイワチドリ」という商品名で流通している植物（野生個体が存在しない）も外見的な特徴から「サンラク」か後代交配種だと推測されているが、来歴に関する記録が無く、遺伝子解析なども行われていないため正体は不明である。

## 保全状況評価
絶滅危惧II類 (VU)（環境省レッドリスト）

## ギャラリー
- 唇弁の基部に2列になる斑紋がある。
- 花に短い距がある。